# Палеогеографија
Палеогеографија је наука, део физичке географије, која се бави изучавањем физичкогеографских услова који су постојали на Земљи у геолошкој прошлости.

## Задатак палеогеографије
Задатак ове науке је да реконструише древни рељеф, климу, распрострањеност организама и органске материје. Притом, палеогеографија се служи бројним методама.
Блиско је повезана са палеонтологијом.

## Палеогеографске дисциплине
- Палеоклиматологија (бави се проучавањем климатских одлика Земље у прошлости)
- Палеобиогеографија (бави се проучавањем флоре и фауне Земље у прошлости)
- Палеогеоморфологија (бави се проучавањем облика рељефа у Земљиној прошлости)
- Палеоглациологија (бави се проучавањем ледених доба и ледника у Земљиној прошлости)
- Палеоекологија (бави се проучавањем еколошких прилика на Земљи у прошлости)
- Палеовулканологија (бави се проучавањем настанка и развоја вулкана на Земљи у прошлости)